# Denemarken op het Eurovisiesongfestival 1979
Denemarken werd op het Eurovisiesongfestival 1979 vertegenwoordigd door zanger Tommy Seebach, met het lied Disco Tango.

## Finale
De Dansk Melodi Grand Prix, gehouden in de DR-televisiestudio's in Kopenhagen, werd gepresenteerd door Jørgen Mylius. Zeventien artiesten namen deel de winnaar werd gekozen door acht regionale jury's. Aanvankelijk eindigden Tommy Seebach en het duo Grethe Ingmann en Bjarne Liller beide op de eerste plaats. Na een tweede ronde tussen deze twee werd Seebach met zijn lied tot de winnaar uitgeroepen.
| Startplaats | Artiest                           | Lied                             | Punten | Tweede stemronde | Plaats |
| ----------- | --------------------------------- | -------------------------------- | ------ | ---------------- | ------ |
| 1           | Pia Dalsgaard & Thorstein Thomsen | "Maja & bruttonationalproduktet" | 19     | -                | 9      |
| 2           | Rasmus Lyberth                    | "Faders bøn"                     | 7      | -                | 11     |
| 3           | Allan Mortensen                   | "Møllesangen"                    | 13     | -                | 10     |
| 4           | Pierre Dørger                     | "Motorvej'n"                     | 0      | -                | 15=    |
| 5           | Jannie Høeg                       | "Du er min melodi"               | 1      | -                | 13=    |
| 6           | Brødrene Olsen                    | "Dans-dans-dans"                 | 32     | -                | 8      |
| 7           | Grethe Ingmann & Bjarne Liller    | "Alt er skønt"                   | 82     | 36               | 2      |
| 8           | Tamra Rosanes                     | "Fairplay"                       | 2      | -                | 12     |
| 9           | Tommy Seebach                     | "Disco Tango"                    | 82     | 51               | 1      |
| 10          | Mona Larsen                       | "En underlig samba"              | 0      | -                | 15=    |
| 11          | Mabel                             | "Saturday Show"                  | 39     | -                | 5      |
| 12          | Lecia & Lucienne Ltd.             | "Dit liv, mit liv"               | 37     | -                | 7      |
| 13          | Pia & Ina Rosenbaum               | "Smil over Strøget"              | 38     | -                | 6      |
| 14          | Nis P. Jørgensen                  | "Eja, eja"                       | 1      | -                | 13=    |
| 15          | Kim Larsen                        | "Ud i det blå"                   | 56     | -                | 3      |
| 16          | Anette Toft                       | "Hold fast"                      | 0      | -                | 15=    |
| 17          | Annika Hoydal                     | "Bølgen"                         | 55     | -                | 4      |

## In Jeruzalem
Denemarken moest tijdens het festival als derde aantreden, na Italië en voor Ierland. Aan het einde van de puntentelling bleek dat Seebach op een zesde plaats was geëindigd met 76 punten. Hij ontving tweemaal het maximum van de punten, van de Griekse en Israëlische jury's. België gaf 7 punten, terwijl Nederland er 8 punten voor over had.

### Gekregen punten

#### Finale
| 12 punten              | 10 punten            | 8 punten                                    | 7 punten  | 6 punten               |
| ---------------------- | -------------------- | ------------------------------------------- | --------- | ---------------------- |
| - Griekenland - Israël | - Duitsland          | - Nederland                                 | - België  | - Frankrijk            |
| 5 punten               | 4 punten             | 3 punten                                    | 2 punten  | 1 punt                 |
|                        | - Luxemburg - Spanje | - Monaco - Oostenrijk - Verenigd Koninkrijk | - Ierland | - Zweden - Zwitserland |

### Punten gegeven door Denemarken

#### Finale
Punten gegeven in de finale:
| 12 punten | Duitsland           |
| 10 punten | Verenigd Koninkrijk |
| 8 punten  | Nederland           |
| 7 punten  | Zwitserland         |
| 6 punten  | Israël              |
| 5 punten  | Ierland             |
| 4 punten  | Monaco              |
| 3 punten  | Spanje              |
| 2 punten  | België              |
| 1 punt    | Griekenland         |

1957 · 1958 · 1959 · 1960 · 1961 · 1962 · 1963 · 1964 · 1965 · 1966 · 1967-1977 · 1978 · 1979 · 1980 · 1981 · 1982 · 1983 · 1984 · 1985 · 1986 · 1987 · 1988 · 1989 · 1990 · 1991 · 1992 · 1993 · 1994 · 1995 · 1996 · 1997 · 1998 · 1999 · 2000 · 2001 · 2002 · 2003 · 2004 · 2005 · 2006 · 2007 · 2008 · 2009 · 2010 · 2011 · 2012 · 2013 · 2014 · 2015 · 2016 · 2017 · 2018 · 2019 · 2020 · 2021 · 2022 · 2023 · 2024 · 2025